# Farol do Cabo Carvoeiro
Der Leuchtturm Farol do Cabo Carvoeiro steht am Kap Carvoeiro, etwa 80 Kilometer nördlich von Lissabon, und gehört zur Stadt Peniche in Zentralportugal. Er wurde 1790 in Betrieb genommen und ist einer der ältesten Leuchttürme des Landes.

## Lage und Beschreibung
Der Leuchtturm befindet sich auf der Peniche-Halbinsel an der Westspitze des Kaps Cabo Carvoeiro. Am Kap steht der Leuchtturm auf einer Höhe von etwa 30 Metern.
Der Turm ist quadratisch, hat an der Basis eine einstöckige Pyramidenform, auf der der quadratische Turm über zwei Stockwerke aufsetzt. Der Steinbesatz an den vier Gebäudekanten sowie am Fundament und den Etagenabgrenzungen ist unbemalt, die Seitenwände des Turms sind verputzt und weiß gestrichen. Die Laterne auf der Galerie ist rot lackiert. Der Turm hat eine Höhe von 27 Metern.
An drei Seiten des Turms schließen sich einstöckige Nebengebäude an, auf der vierten Turmseite befindet sich in einem Abstand von wenigen Metern ein viertes, etwas höheres Gebäude. Diese Häuser sind ebenfalls verputzt und weiß gestrichen. Sie bieten Unterkünfte für die Leuchtturmwärter, Werkstätten und Lagerräume.
Das Leuchtfeuer ist unter der internationalen Nummer D-2088 registriert und befindet sich in einer Höhe von 57 Metern. Die Kennung besteht aus drei roten Blitzen, die alle 15 Sekunden wiederholt werden. Die Tragweite beträgt rund 15 Seemeilen (ca. 27,5 Kilometer).

## Geschichte
Bereits 1758 wurde der Bau des Leuchtturms angeordnet, nachdem über Jahrhunderte am Turm der später abgerissenen Kapelle Nossa Senhora de Vitória Lichter für die Seefahrer unterhalten worden waren. Er war einer der sechs Leuchttürme, mit dem der Leuchtturmdienst in Portugal eingeführt wurde und wurde 1790 eröffnet. Der ursprüngliche Turm war 21 Meter hoch. Über die ursprüngliche Ausstattung ist wenig bekannt, es wird jedoch angenommen, dass sie aus einer Reihe von ölbefeuerten Argand-Lampen mit Parabolreflektoren bestand, ähnlich denen, die in anderen zeitgenössischen Leuchttürmen verwendet wurden. Die Reichweite des Lichts betrug rund 9 Seemeilen (ca. 16,5 Kilometer).
1881 befand die „Kommission für Leuchttürme und Leuchfeuer“, die mit der Ausarbeitung eines Beleuchtungsplanes für die portugiesische Küste und Inseln beauftragt war, den Leuchtturm in schlechtem Zustand und ordnete seinen Wiederaufbau an. 1886 wurde er nach Plänen des Ingenieurs Polycarpo Lima komplett umgebaut und dabei auf 27 Meter erhöht. Der Leuchtturm erhielt eine Optik dritter Ordnung mit einem festen roten Licht, das eine Reichweite von 17 Seemeilen hatte.
1923 ersetzte eine Optik 4. Ordnung das alte Licht, die nun vier rote Blitze aussendete. 1947 wurde die Energiequelle von Petroleum auf Gas umgestellt und 1952 an das öffentliche Stromnetz angeschlossen. 1988 wurde der Leuchtturm automatisiert. Im Jahr 2002 wurde im Leuchtturm eine Differential-DGPS-Station installiert, die zusammen mit einer weiteren in Sagres die Übertragung von DGPS-Korrekturen über das gesamte Festlandgebiet gewährleistet. Seit 2011 verfügt der Leuchtturm über eine Optik 4. Ordnung mit einer Brennweite von 500 mm. Die Reichweite beträgt 15 Seemeilen.